# حزب العمال الديمقراطي (مصر)
حزب العمال الديموقراطي في مصر، هو حزب سياسي اشتراكي يساري. ظهر الحزب على الساحة السياسية في مصر بعد نجاح ثورة 25 يناير في إرغام الرئيس محمد حسني مبارك على التنحي يوم 11 فبراير من نفس العام. يركز الحزب نشاطاته على دعم النقابات المهنية واتحادات العمال.

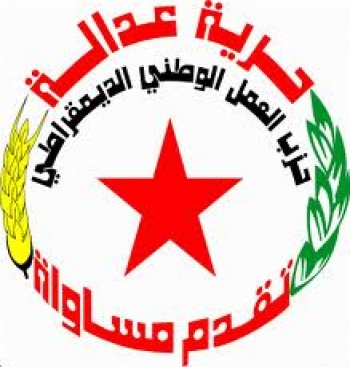